# ジョン・ウィック
『ジョン・ウィック』（原題: John Wick）は、2014年に公開されたアメリカ合衆国のアクションスリラー映画。
亡妻からの最後の贈り物である子犬を殺した男たちに復讐するために引退から復帰した凄腕の殺し屋ジョン・ウィックの復讐劇を描く。製作総指揮・主演：キアヌ・リーブス、監督：チャド・スタエルスキ、デヴィッド・リーチ。R15+指定。日本版のポスター等で使われたキャッチコピーは「見惚れるほどの、復讐。」
主人公のジョン・ウィックについては、ジョン・ウィック (架空の人物)を参照。

## 概要
日本のマーシャル・アーツ、殺陣、アニメ、香港映画のカンフー、マカロニ・ウェスタン、らから影響を受けたアクションは、ガンとカンフーを組み合わせた“ガン・フー”という新たな銃術を表現しており、キアヌ・リーブスは「現実世界とアンダーワールドの世界を両立させたような内容で、こういう映画に回帰したかった。人生を懸けた映画だ」と語っている。
本作の成功でシリーズ化され、続編『ジョン・ウィック:チャプター2』が2017年、第三作の『ジョン・ウィック:パラベラム』が2019年、第四作の『ジョン・ウィック:コンセクエンス』が2023年に公開された。

## ストーリー
かつて裏社会にその名を轟かせた凄腕の殺し屋ジョン・ウィックは、5年前に出会った最愛の女性ヘレンと平穏に暮らすため、裏社会から足を洗う。しかし物語の冒頭、ヘレンは病で亡くなりジョンは生きる希望を失うが、彼女の葬儀の夜に一匹の子犬が届けられる。ヘレンは残される夫を心配してこの子犬を手配しており、その存在がジョンの新たな希望となりつつあった。その矢先、ジョンの愛車フォード・マスタング・BOSS429を狙った若者の強盗に家を襲われ、車だけでなく子犬の命まで奪われてしまう。わずか数日のうちに大切なものを失い、踏みにじられたジョンは、復讐のために裏社会へ戻ることを決意する。
強盗の正体は、ニューヨークを拠点に大勢力を築くロシアンマフィア「タラソフファミリー」のボスであるヴィゴ・タラソフの息子、ヨセフが率いるグループだった。実はジョンは元々タラソフファミリーの暗殺者であり、組織の現在の繁栄もジョンの活躍に依るところが大きかった。そのため、その実力と恐ろしさを知るヴィゴは失態を犯したヨセフを打擲し、すぐにジョンに交渉と説得を試みるものの、無言で電話を切られる。息子を守るために仕方なく手下達にジョンの家を襲撃させるが、ヴィゴの予想通り、彼は全員を返り討ちにする。ヴィゴは懸賞金200万ドルでジョンの暗殺を殺し屋達に公示し、ヴィゴと旧知の仲で、ジョンの親友でもある狙撃が専門の殺し屋マーカスにも声をかける。
ジョンは情報収集のため、殺し屋達が利用し、掟によって守られている「コンチネンタル・ホテル」を訪れる。ホテルのオーナーであり、裏社会の情報に精通するウィンストンからヨセフの居場所を得たジョンは、彼のいるナイトクラブを単身で襲撃する。ジョンは彼の護衛達を次々に殺害していくが、標的のヨセフには間一髪で逃げられ、腹部に重傷を負う。
戻ってきたホテルで治療を終えて眠りにつこうとするジョンだが、懸賞金の増額に目が眩んでコンチネンタルの掟を破った旧知の女暗殺者パーキンズに襲撃される。この様子を狙撃銃のスコープ越しに見たマーカスが、わざと狙いを外して銃弾を射ち込んだことで間一髪で襲撃に気付いたジョンは、彼女を迎え撃ち、拘束した上でヴィゴの隠し資産の場所を聞き出す。彼女の身柄を隣室にいた顔馴染みの殺し屋ハリーに預けて現地に向かうジョンであったが、パーキンスはハリーの油断を突いて彼を殺害するとホテルを脱出する。
ジョンは教会に隠されていた資産や秘密情報を燃やしてヴィゴを誘き出し襲撃するが、返り討ちにあって拘束されてしまう。ヴィゴは再びジョンの説得を試みるも完全に決別することになり、部下に殺害を命じてその場から去る。ジョンはマーカスの狙撃に助けられて拘束を抜け出し、ヴィゴを追いかけ逆に銃を突きつけて形勢逆転する。諦めたヴィゴは息子の居場所を教えて解放され、間もなくしてジョンはヨセフの潜伏先を襲撃して復讐を果たす。
ホテルをチェックアウトしたジョンは街角でマーカスと再会し、親しく会話を交わす。しかし、その現場をパーキンズに目撃され、彼女の連絡を受けて、息子を殺されジョンへの復讐を企てるヴィゴはマーカスの裏切りを知る。ヴィゴはマーカスを彼の自宅で待ち伏せすると、自ら彼を拷問して殺害し、また、これをあえてジョンに伝えることでマーカス邸へ誘き出す囮とする。後をパーキンズに任せ、ニューヨークからの脱出を図るヴィゴであったが、彼女はコンチネンタルの掟を破ったためにウィンストンに粛清され、またウィンストンはジョンにヴィゴの行き先を遠回しに伝える。
ジョンは、移動中のヴィゴの車列を襲撃し、彼の部下を次々と葬っていく。最後はヴィゴとの一騎討ちとなり、ジョンも重傷を負うが、彼の殺害を果たす。満身創痍の状態で現場を離れたジョンは、無人の動物病院に侵入すると動物用の薬品や器材で応急処置を行う。そこで安楽死を待つ1匹の犬が目に留まったジョンは、それを連れ出すと、夜の街へと消えていった。

## 登場人物・キャスト

### 主人公
ジョン・ウィック（ジョナサン・ウィック）
演 - キアヌ・リーブス、日本語吹替 - 森川智之
かつて「ババヤガー」や「ブギーマン（闇の者）」などと呼ばれて恐れられた伝説的な殺し屋。現役時代はどんな不可能な暗殺も成し遂げ、「3人の男を鉛筆1本で殺した」など数々の伝説を残すも、最愛の女性ヘレンと出会ったことで5年前に引退した。亡くなったヘレンが残した子犬を無残に殺されたことから、かつての雇い主ヴィゴ・タラソフの息子ヨセフとその仲間たちに復讐するべく、再び殺しに手を染めることを決める。
メインアームはH&K P30L(コンペンセイター付き)、サブにグロック26を使用。また、かなりの車好きで、愛車はフォード・マスタング・BOSS429。殺し屋の正装として防弾処理が施された黒のクラシックスーツを身に纏う。

### タラソフ・ファミリー
ヴィゴ・タラソフ
演 - ミカエル・ニクヴィスト、日本語吹替 - 堀内賢雄
ニューヨークを拠点とするロシアンマフィアのボス。かつてのジョンの雇い主で友人でもあり、組織が現在の規模になったのは、不可能と思われた暗殺をジョンが成功させたことによるもの。ジョンの実力を熟知しており、彼が息子を狙っているとわかると即座に交渉を試み、これに失敗した後は200万ドルという高額の懸賞金を掛け、息子を守ろうとする。
ヨセフ・タラソフ
演 - アルフィー・アレン、日本語吹替 - 金城大和
ヴィゴの息子。親の権威を笠に悪事を行うチンピラの青年。車泥棒が稼業であり、それを趣味にもしている。ジョンの愛車である高級車フォード・マスタングを狙って仲間と共にジョン宅に潜入、ジョンを痛めつけた上に彼の愛犬を殺してしまい、ジョンの標的となる。
アヴィ
演 - ディーン・ウィンタース、日本語吹替 - 根本泰彦
ヴィゴの右腕で組織の顧問弁護士。ロシア語が分からないため、しばしばロシア語で話すヴィゴにうんざりしている。
グレゴリ
演 - オマー・バーネア
ヨセフの友人兼ボディーガード。ヨセフと共にジョン宅に押し入ったため、ジョンの標的となる。
ヴィクター
演 - トビー・レナード・ムーア、日本語吹替 - 佐野康之
ヨセフの友人兼ボディーガード。ヨセフと共にジョン宅に押し入ったため、ジョンの標的となる。
キリル
演 - ダニエル・バーンハード、日本語吹替 - 家中宏
ヴィゴの腹心で、手下らのリーダー格。ヨセフを護衛し、ジョンと度々対決する。
クズマ、ニコライ
演 - キース・ジャーディン、タイット・フレッチャー、日本語吹替 - なし（原語音声）
ヴィゴの手下たち。ヨセフを護衛する。
フランシス
演 - ケビン・ナッシュ
ナイトクラブ「レッド・サークル」の用心棒（バウンサー）。ジョンとは旧知の仲であるため、クラブを襲撃しようとしているジョンに見逃される。

### 殺し屋
マーカス
演 - ウィレム・デフォー、日本語吹替 - 山路和弘
ジョンの親友であるベテランのスナイパー。現在もジョンとは親交があり、ヘレンの葬儀にも参列した。ジョンと同じくヴィゴに雇われていた時期があり、彼から直々にジョンに懸賞金をかけたことを知らされるなど信頼も厚い。ジョンの暗殺に自身も参戦するが、本心では殺す気など全くなく、狙撃によって彼の窮地を救う。彼を助けたことを知ったヴィゴに殺害される。
ミズ・パーキンズ
演 - エイドリアンヌ・パリッキ、日本語吹替 - 東條加那子
ジョンと顔馴染みの女殺し屋。報酬が300万ドル以下の仕事はしないという信条を持っている。「コンチネンタル・ホテル」でジョンを殺せば懸賞金が2倍の400万になると知り、コンチネンタルの掟を破ってジョンを襲撃した。失敗してジョンに拘束されるが、ハリーを殺害して脱出する。しかし掟を破ったことでウィンストンにより殺害される。
ハリー
演 - クラーク・ピータース
ジョンと顔馴染みの殺し屋。ジョンに代わってパーキンズの見張りを引き受けるが、隙を突かれて殺害されてしまう。

### コンチネンタル・ホテル・ニューヨーク
ウィンストン
演 - イアン・マクシェーン、日本語吹替 - 安原義人
コンチネンタルの代表であり、「コンチネンタル・ホテル・ニューヨーク」のオーナー兼支配人。ジョンの親友で、本名の「ジョナサン」で呼び、彼に敬意を払う。また、彼を軽く見る者に忠告を行う。コンチネンタルの代表として殺し屋の世界で絶大な力を持ち、掟を破った者には容赦しない。
シャロン
演 - ランス・レディック、日本語吹替 - 堀内賢雄
「コンチネンタル・ホテル」のコンシェルジュ。ジョンに強い敬意を払っている。
アディ
演 - ブリジット・リーガン、日本語吹替 - 田中杏沙
「コンチネンタル・ホテル」の女性バーテンダー。ジョンとは旧知の仲で再会を喜ぶが、裏社会からいったん去った彼を「脆くなった」と評した。

### 裏社会
オーレリオ
演 - ジョン・レグイザモ、日本語吹替 - 家中宏
ジョンの友人。表向きは自動車整備工場のオーナーだが、裏では盗難車の引き受けや解体を行うヴィゴ傘下グループの頭目。ヨセフがジョンのマスタングを持ち込んできたため、引き受けを拒否して警告するも、全く理解しない彼を殴った。その後訪ねてきたジョンから事の次第を聞かされ、新しい自動車を提供した。さらにヨセフを殴った一件について電話をかけてきたヴィゴに事情を説明し、ヴィゴは息子の置かれた状況を知ることになる。
ジミー
演 - トーマス・サドスキー、日本語吹替 - 北田理道
ジョンが住む地区を管轄する警察官。ジョンが殺し屋であったことを知る友人でもある。騒音の通報を受けて、ヴィゴの手下に襲撃されたジョンの自宅を訪れるが、横たわる死体を見ても詮索せずに立ち去った。
医者
演 - ランドール・ダク・キム、日本語吹替 - 根本泰彦
負傷して「コンチネンタル・ホテル」に戻ったジョンを治療した。
チャーリー
演 - デヴィッド・パトリック・ケリー、日本語吹替 - 佐久間元輝
裏社会の掃除屋。殺し屋たちからの依頼を受け、金貨と引き換えに、部下を率いて遺体の回収や現場の洗浄を行う。ジョンとは顔馴染み。

### その他
ヘレン・ウィック
演 - ブリジット・モイナハン、日本語吹替 - 竹内絢子
ジョンの亡くなった妻。自分の死後、残された夫を心配して子犬の手配を行う。

## 用語
コンチネンタル
世界中で殺し屋たちをサポートする機関。基本は「コンチネンタル・ホテル」という形で運営されており、武器や情報の調達から死体の処理まで対応してくれる。利用には特殊な金貨が用いられる。一方でホテル内では殺しをしてはいけないなどの「掟」があり、これを破ると追放や粛清が行なわれる。
かなり古い歴史を持ち、本部は発祥の地とされるローマ。ただし、代表はコンチネンタル・ホテル・ニューヨークのオーナー兼支配人であるウィンストンが務める。

## 製作
キアヌ・リーブスは本作で監督デビューしたチャド・スタエルスキとデヴィッド・リーチなら、ストーリーありきのアクション映画が撮れると考え、彼らに脚本を持ち込んだ。スタエルスキはリーブス主演の『マトリックス』など、数々の映画でスタントやスタントコーディネーターを手がけ、17、18年くらいの付き合いを築いていた間柄である。
リーブスはスタエルスキとリーチを「千葉真一さん、三船敏郎さん、黒澤明監督など、日本の映画の影響を多分に受けている。日本こそアクション映画の発祥地だし、お互いの趣味嗜好はすごくわかっているので、心から信頼して、撮影時はとてもワクワクした」と振り返っている。
ジョン・ウィックとウィレム・デフォーが演じる凄腕の殺し屋マーカスと会うシーンでは、機械で降らせた雨の音が大きすぎて、お互いのセリフが聞こえず大変だったとリーブスは語っている。

## プロモーション
2015年9月28日から本作のプロモーションで来日していたキアヌ・リーブスは情報番組『ZIP!』のインタビューに応じ、「昔からアクション映画が好きで、子どもの頃は格闘ごっこやチャンバラをして遊んでいた。一番影響を受けたのがサニー千葉（千葉真一）で、彼の『激突! 殺人拳』からアクションと芝居を学んだ。僕は映画用のカンフーならできるけど、サニー千葉は実際に人をボコボコにできる。情熱を感じる」と答えていると、千葉本人が登場するサプライズがあった。リーブスは" Oh my god! " を連発し、千葉と固い握手を交わしながら「ハジメマシテ、マエストロ（巨匠）！」と低頭して日本式挨拶をした。「あなたはキャラクターを演じるだけでなく、そこにアクションを盛り込んだ。屈強なキャラクターにもあなたが演じると心が感じられる」と身振り手振りを交えながら、終始嬉しそうに大はしゃぎの様子だった。

## 封切り
2015年9月19日から俳優の遠藤憲一と声優の森川智之がそれぞれナレーションを務めた特別予告編が公開された。

## 音楽
- サウンドトラック - 2014年10月21日（デジタル）リリース。タイラー・ベイツとジョエル・J・リチャードが作詞・作曲したオリジナルの映画音楽など27トラックが収録されている。[14]

使用楽曲
| 1.  | "Every Ending Has a Beginning"                                | Tyler Bates and Joel J. Richard                                        | 1:31 |
| 2.  | "Story of Wick"                                               | Tyler Bates and Joel J. Richard                                        | 3:05 |
| 3.  | "John Mourns"                                                 | Tyler Bates and Joel J. Richard                                        | 2:29 |
| 4.  | "Assassins"                                                   | Tyler Bates and Joel J. Richard                                        | 2:12 |
| 5.  | "Dear John"                                                   | Tyler Bates and Joel J. Richard                                        | 1:49 |
| 6.  | "Daisy"                                                       | Tyler Bates and Joel J. Richard                                        | 1:29 |
| 7.  | "Evil Man Blues" (Performed by The Candy Shop Boys)           | Leonard Feather and Lionel Hampton                                     | 4:20 |
| 8.  | "The Red Circle"                                              | Le Castle Vania                                                        | 1:00 |
| 9.  | "Lure the Wolf"                                               | Tyler Bates and Joel J. Richard                                        | 2:04 |
| 10. | "Iosef the Terrible"                                          | Tyler Bates and Joel J. Richard                                        | 2:34 |
| 11. | "Chop Shop"                                                   | Tyler Bates and Joel J. Richard                                        | 2:52 |
| 12. | "Baba Yaga"                                                   | Tyler Bates and Joel J. Richard                                        | 1:46 |
| 13. | "On The Hunt"                                                 | Tyler Bates and Joel J. Richard                                        | 1:11 |
| 14. | "In My Mind" (Performed by M86 & Susie Q)                     | Ali Theodore, Susan Paroff, Sergio Cabral, Sarai Howard, Bryan Spitzer | 3:07 |
| 15. | "The Drowning"                                                | Le Castle Vania                                                        | 2:24 |
| 16. | "Think" (Performed by Kaleida)                                | Kaleida                                                                | 3:59 |
| 17. | "LED Spirals"                                                 | Le Castle Vania                                                        | 0:59 |
| 18. | "Shots Fired"                                                 | Le Castle Vania                                                        | 3:11 |
| 19. | "Old Friend Marcus"                                           | Tyler Bates and Joel J. Richard                                        | 1:33 |
| 20. | "Hotel Throw Down"                                            | Tyler Bates and Joel J. Richard                                        | 2:55 |
| 21. | "Warehouse Smack Down"                                        | Tyler Bates and Joel J. Richard                                        | 2:44 |
| 22. | "Who You Talkin' To Man?" (Performed by Ciscandra Nostalghia) | Ciscandra Nostalghia and Tyler Bates                                   | 4:41 |
| 23. | "Membership Revoked"                                          | Tyler Bates and Joel J. Richard                                        | 2:04 |
| 24. | "Unfortunate Priest"                                          | Tyler Bates and Joel J. Richard                                        | 1:49 |
| 25. | "Dock Shootout"                                               | Tyler Bates and Joel J. Richard                                        | 2:42 |
| 26. | "No More Guns"                                                | Tyler Bates and Joel J. Richard                                        | 2:05 |
| 27. | "Be Seeing You"                                               | Tyler Bates and Joel J. Richard                                        | 3:38 |

挿入歌
| 1. | "Get Money" (Performed by T-Bo featuring Bengie B)                | Jason Paul Thibeau, Roy Whitney Anthony and Benjamin Smith |
| 2. | "Hunid One's" (Performed by T-Bo)                                 | Jason Paul Thibeau and Michael Gniewkowski                 |
| 3. | "Russian Lullaby"                                                 | David Bawiec and Vadim Suslov                              |
| 4. | "Killing Strangers" (Performed by Marilyn Manson and Tyler Bates) | Marilyn Manson and Tyler Bates                             |